# Куркі (Козеницький повіт)
Куркі (пол. Kurki) — село в Польщі, у гміні Маґнушев Козеницького повіту Мазовецького воєводства.
Населення — 71 особа (2011).
У 1975-1998 роках село належало до Радомського воєводства.

## Демографія
Демографічна структура станом на 31 березня 2011 року:
|          | Загалом | Допрацездатний вік | Працездатний вік | Постпрацездатний вік |
| -------- | ------- | ------------------ | ---------------- | -------------------- |
| Чоловіки | 37      | 3                  | 25               | 9                    |
| Жінки    | 34      | 8                  | 16               | 10                   |
| Разом    | 71      | 11                 | 41               | 19                   |